# Melchior Broederlam
Melchior Broederlam was een 14e-eeuwse Vlaamse kunstschilder en ontwerper van decoratieprogramma's uit Ieper. Zijn activiteiten in dienst van onder anderen Filips de Stoute zijn gedocumenteerd over de periode 1381-1410. Van zijn schilderijen zijn alleen de twee panelen aan de buitenzijde van het Kruisigingsretabel in Dijon bewaard gebleven. Het zijn zeldzame voorbeelden van de hoogstaande paneelschilderkunst van voor Jan van Eyck en de andere Vlaamse Primitieven. Broederlams werk is een virtuoze synthese van de verfijning en elegantie van de internationale gotiek, het robuuste realisme van de lokale Vlaamse stijl en de Italiaanse vernieuwingen op het gebied van perspectief en clair-obscur. 

## Leven
Melchior Broederlam behoorde tot een vooraanstaande familie in Ieper. Over zijn jeugd en opleiding is niets bekend. Hij werd rond 1381 hofschilder van de Vlaamse graaf Lodewijk van Male. Na diens dood in 1384 werd hij op 13 mei benoemd tot valet de chambre van Filips de Stoute, hertog van Bourgondië en echtgenoot van Lodewijks enige dochter en erfgenaam Margaretha van Male.
Vanaf 1385 verbleef Broederlam regelmatig in het kasteel van Hesdin om leiding te geven aan de verbouwing en decoratie van galerijen en twee aangrenzende kamers, deels op aanwijzingen van de hertog. In 1388 voltooide hij waarschijnlijk een cyclus muurschilderingen met de geschiedenis van het Gulden Vlies. De schilderingen, die al in 15e eeuw gerestaureerd moesten worden, zijn verloren gegaan, maar er bestaat een reeks 15e-eeuwse tekeningen een indruk geeft van de voorstellingen. Hij bleef tot 1392 actief in het kasteel van Hesdin. Zo ontwierp hij tegelvloeren voor de galerijen en decoraties voor de gloriette, een torenkamer in het kasteel.
In 1386 was hij tijdelijk in Sluis, de haven van Brugge, om toe te zien op het borduren en beschilderen van onder andere banieren, wimpels en zeilen voor schepen van de Franse armada die gereedlag voor een invasie van Engeland, die ten slotte werd afgeblazen.
In de periode 1393-1399 voerde hij in Ieper een van zijn belangrijkste opdrachten uit, tevens zijn enige werk dat deels bewaard is gebleven: het vergulden en polychromeren van twee gesneden retabels door Jacob de Baerze, waarvoor hij ook de buitenzijden van de zijluiken beschilderde: het Kruisigingsretabel en het Retabel van heiligen en martelaars. In 1399 begeleidde hij de retabels naar hun eindbestemming in het kartuizerklooster Champmol in Dijon. Na aankomst werden de retabels beoordeeld door een team experts met onder anderen beeldhouwer Claus Sluter en schilder Johan Maelwael, andere kunstenaars die ook in dienst van de hertog waren.
Tot aan de dood van Filips de Stoute in 1404 voerde hij diverse andere opdrachten uit voor de hertog in Ieper en Bourgondië, waaronder het beschilderen van banieren, vaandels en rijkleden voor diverse toernooien en voor de expeditie naar Friesland in 1396, het ontwerp van een gebrandschilderd raam en – in samenwerking met Johan Maelwael en Broederlams leerling Hue de Boulogne – de decoraties voor het huwelijk van zoon Anton van Bourgondië in 1402. Nadien werkte hij nog enkele keren voor Filips' weduwe Margaretha van Vlaanderen. In 1407 schilderde hij de portretten van Filips en Margaretha voor de portrettengalerij van Vlaamse graven in de Gravenkapel in Kortrijk. Eventuele restanten van Broederlams schilderwerk gaan schuil onder een 19e-eeuwse reconstructie. Voor de stad Ieper ontwierp hij in 1406 de toga's van de schepenen. Zijn laatste gedocumenteerde opdrachten stammen uit 1409-1410 en waren ontwerpen voor zilveren rederijkersprijzen.

## Werk
Uit Broederlams bewaard gebleven schilderijen blijkt bekendheid met het werk van de Brugse kunstschilder en miniaturist Jan Boudolf, die voor onder anderen Karel V van Frankrijk werkte, en met de Italiaanse schilderkunst, in het bijzonder die uit Siena, zoals de broers Pietro en Ambrogio Lorenzetti. Hij schilderde al met olieverf, maar doordat hij de verf opbracht alsof het tempera was en weinig gebruikmaakte van glaceringen, hebben zijn schilderijen niet de transparantie die Jan van Eyck enkele decennia later zou bereiken, mede dankzij diens experimenten met siccatieven. Door de heldere kleuren en het gebruik van dure pigmenten, zoals ultramarijn, hebben de panelen van Broederlam meer het karakter van uitvergrote, luxueuze miniaturen.

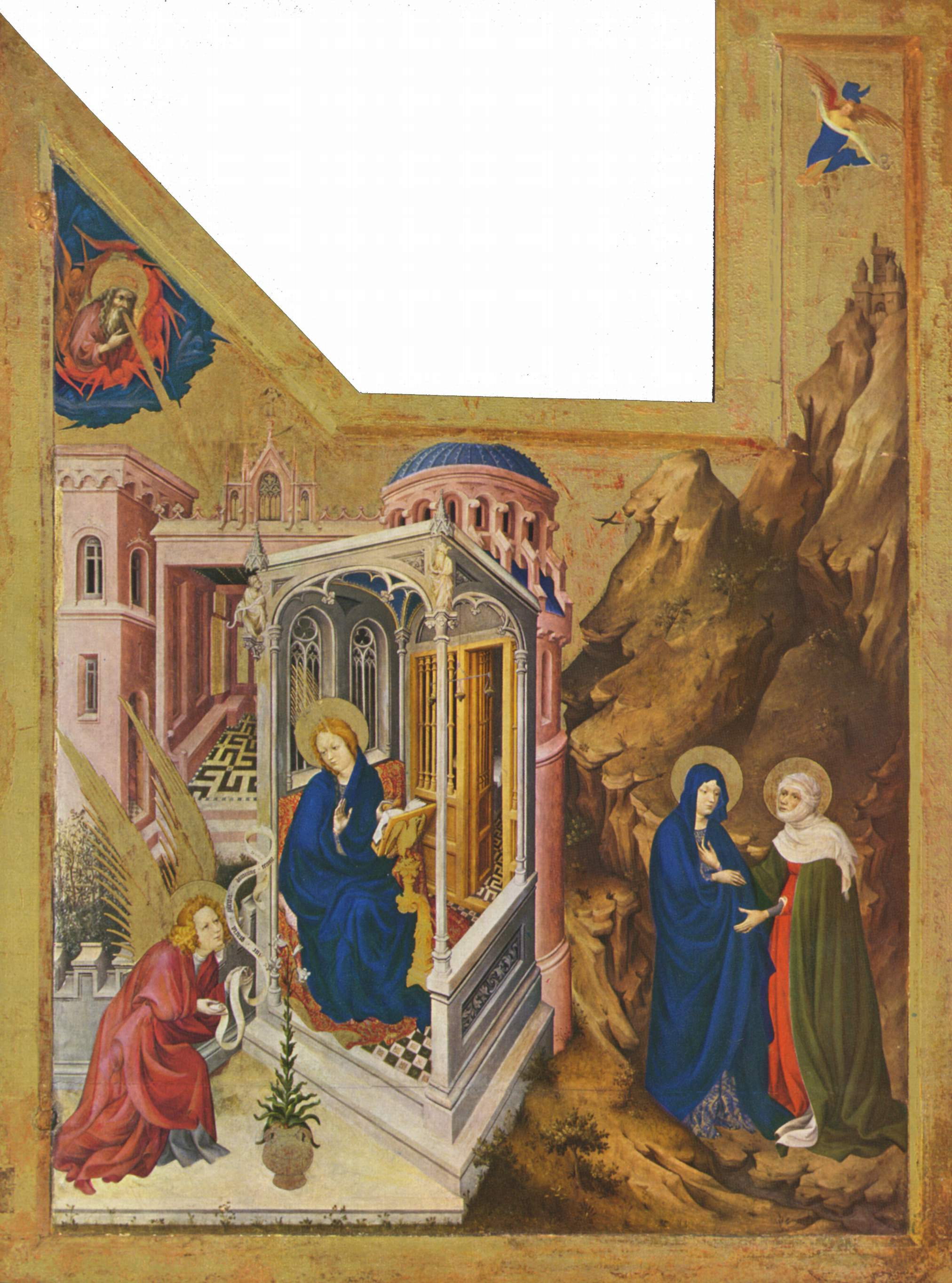
Linkervleugel van het Kruisigingsretabel
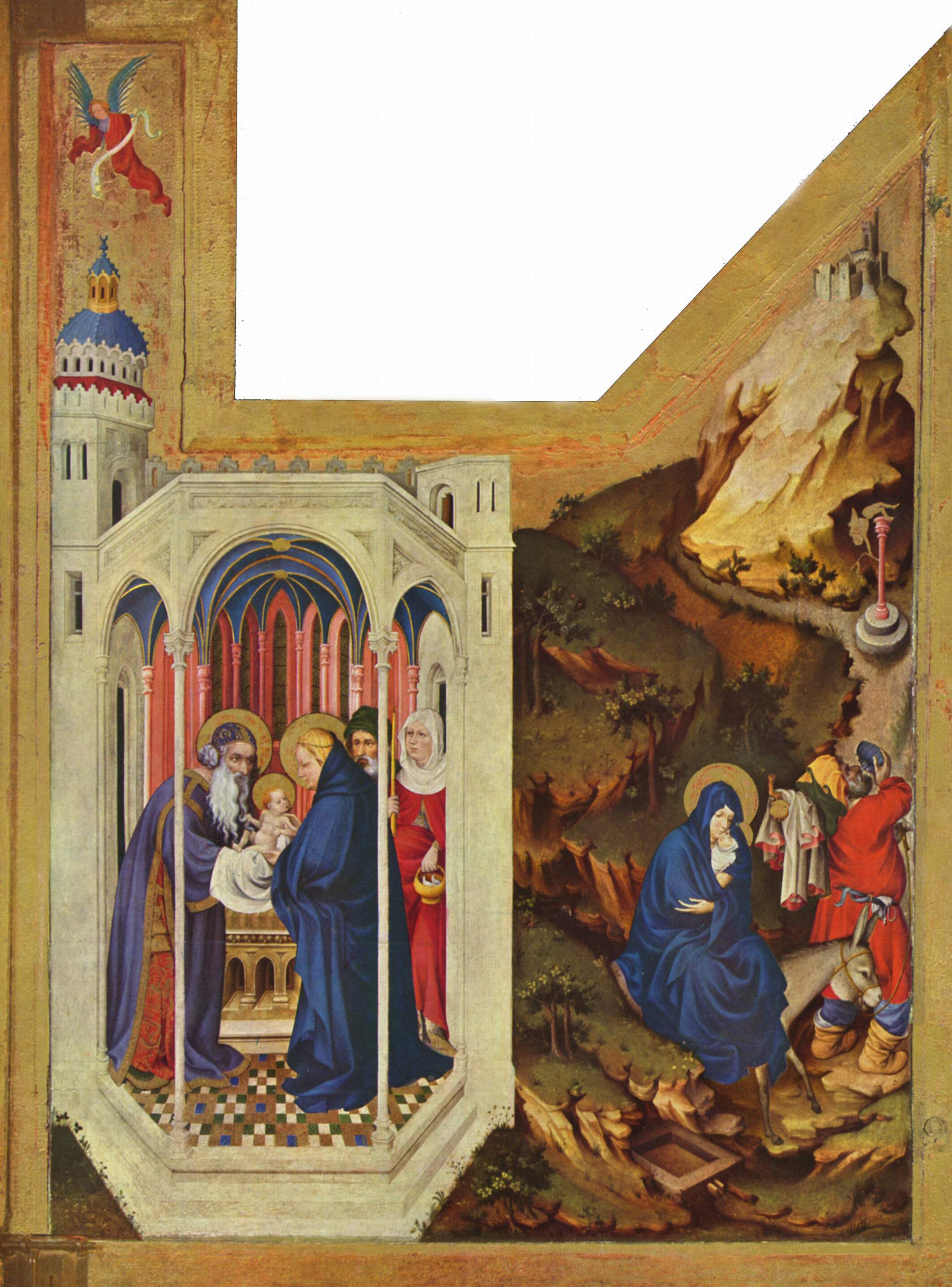
Rechtervleugel van het Kruisigingsretabel
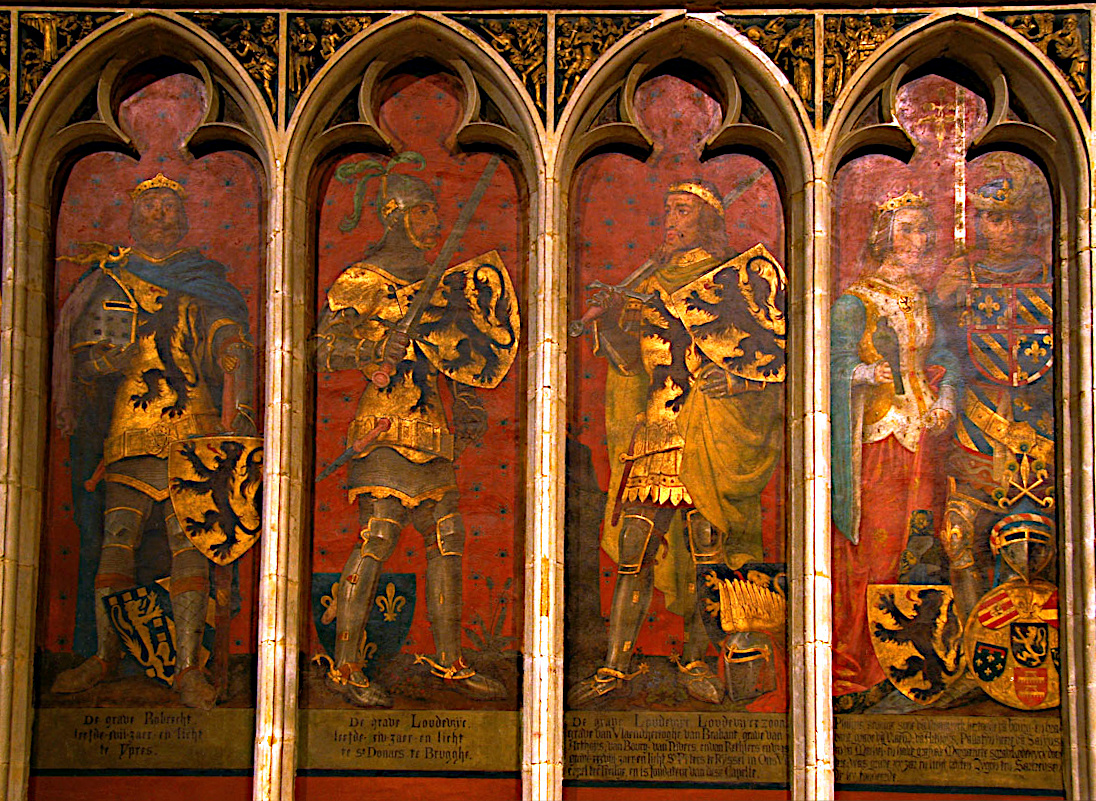
De in de negentiende eeuw overschilderde gravenportretten in de Gravenkapel in Kortrijk: rechts Filips en Margaretha